# Ludvig Find
Ludvig Frederik Find, född 16 maj 1869, död 24 maj 1945, var en dansk konstnär.
Find har målat landskap och blomsterstycken men gjorde sig främst känd som figurmålare. Bland hans figurstudier intar hans bilder ur barnens liv med graciös linjeföring och fint målerisk uppfattning främsta rummet.

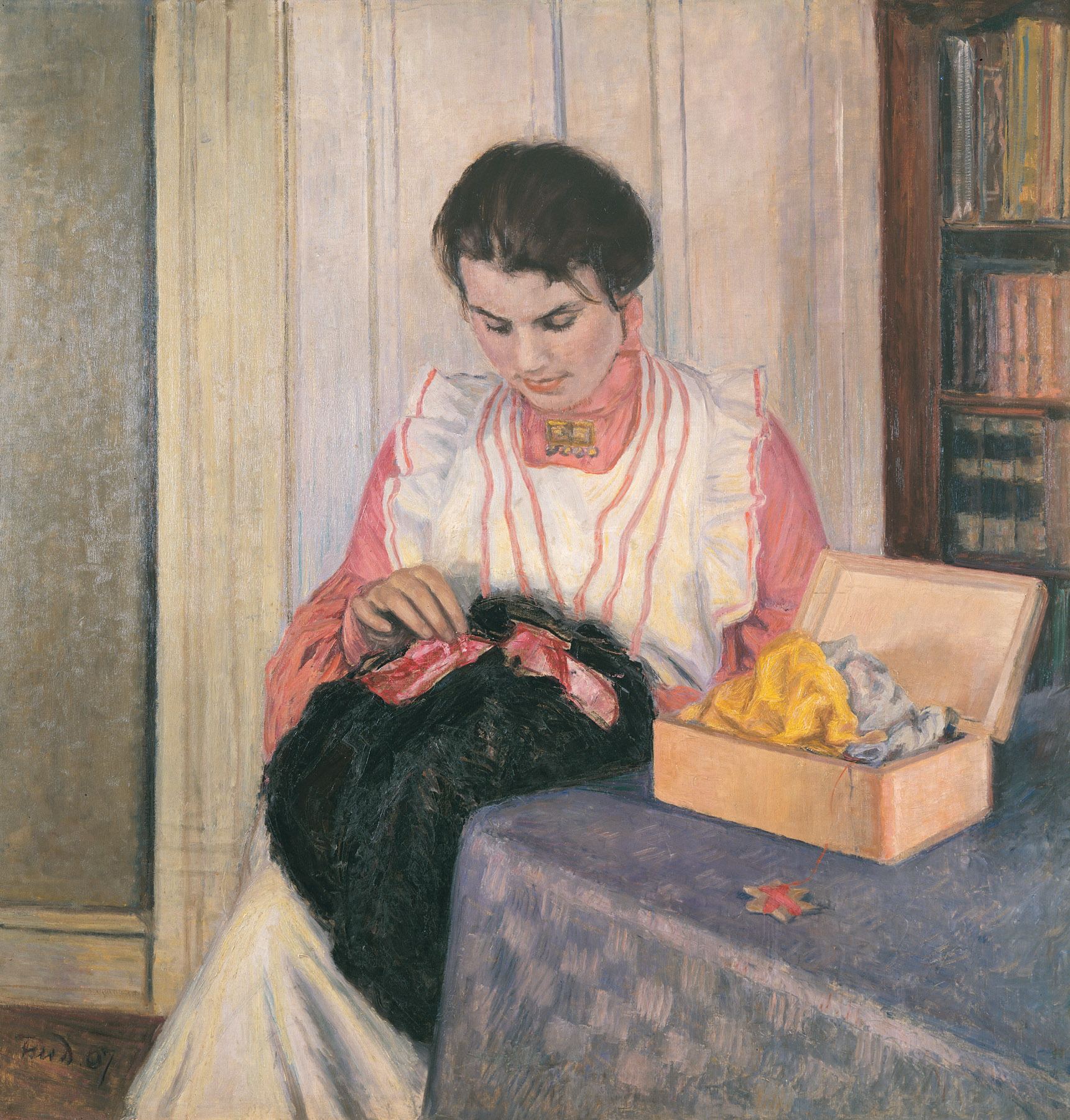
Den nya hatten av Ludvig Find, 1907.